# Portulaca heterophylla
Portulaca heterophylla är en portlakväxtart som beskrevs av Albert Peter. Portulaca heterophylla ingår i släktet portlaker, och familjen portlakväxter. Inga underarter finns listade i Catalogue of Life.